# Jardim Botânico Nacional de Israel

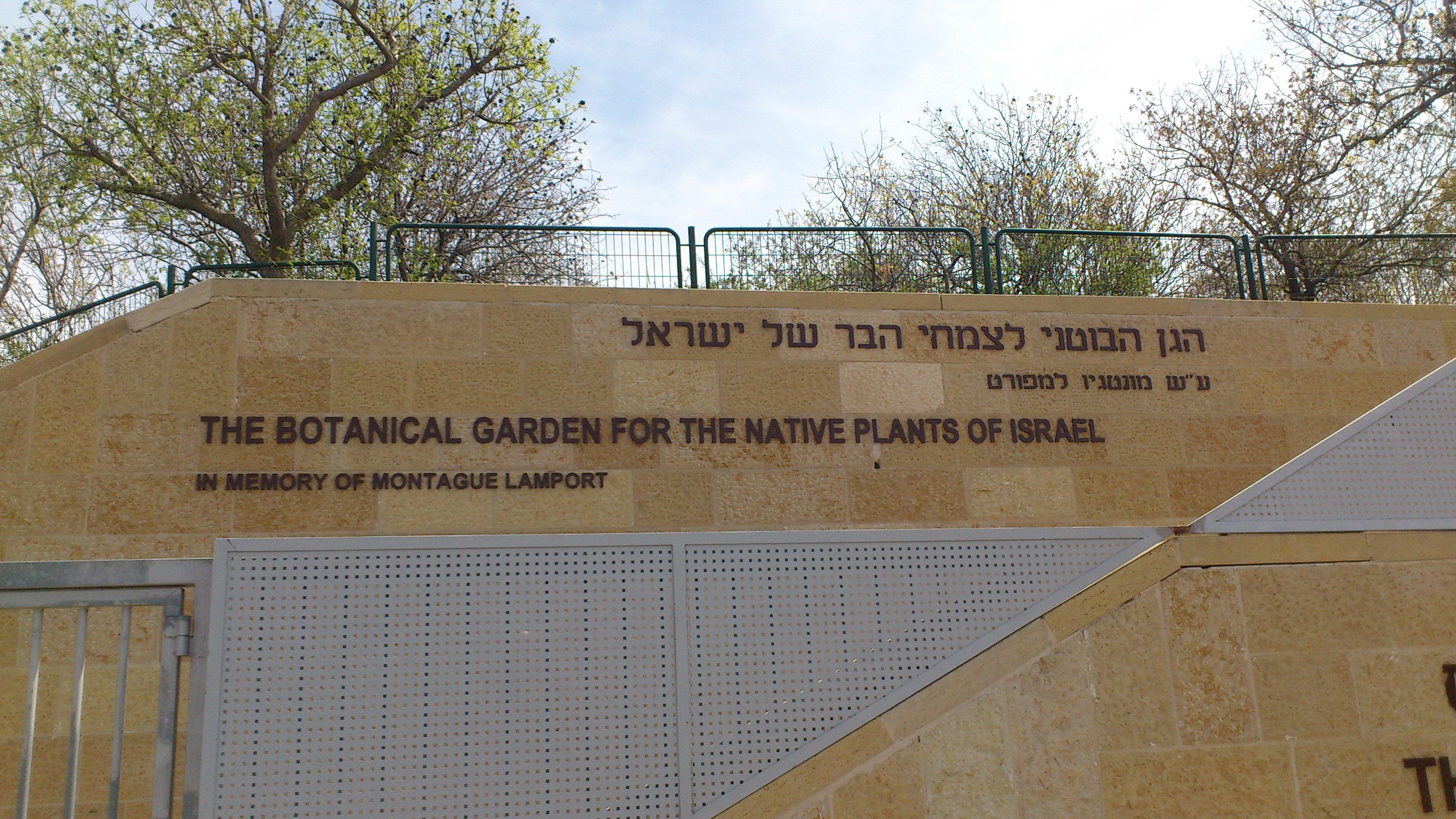
Entrada do JNBI

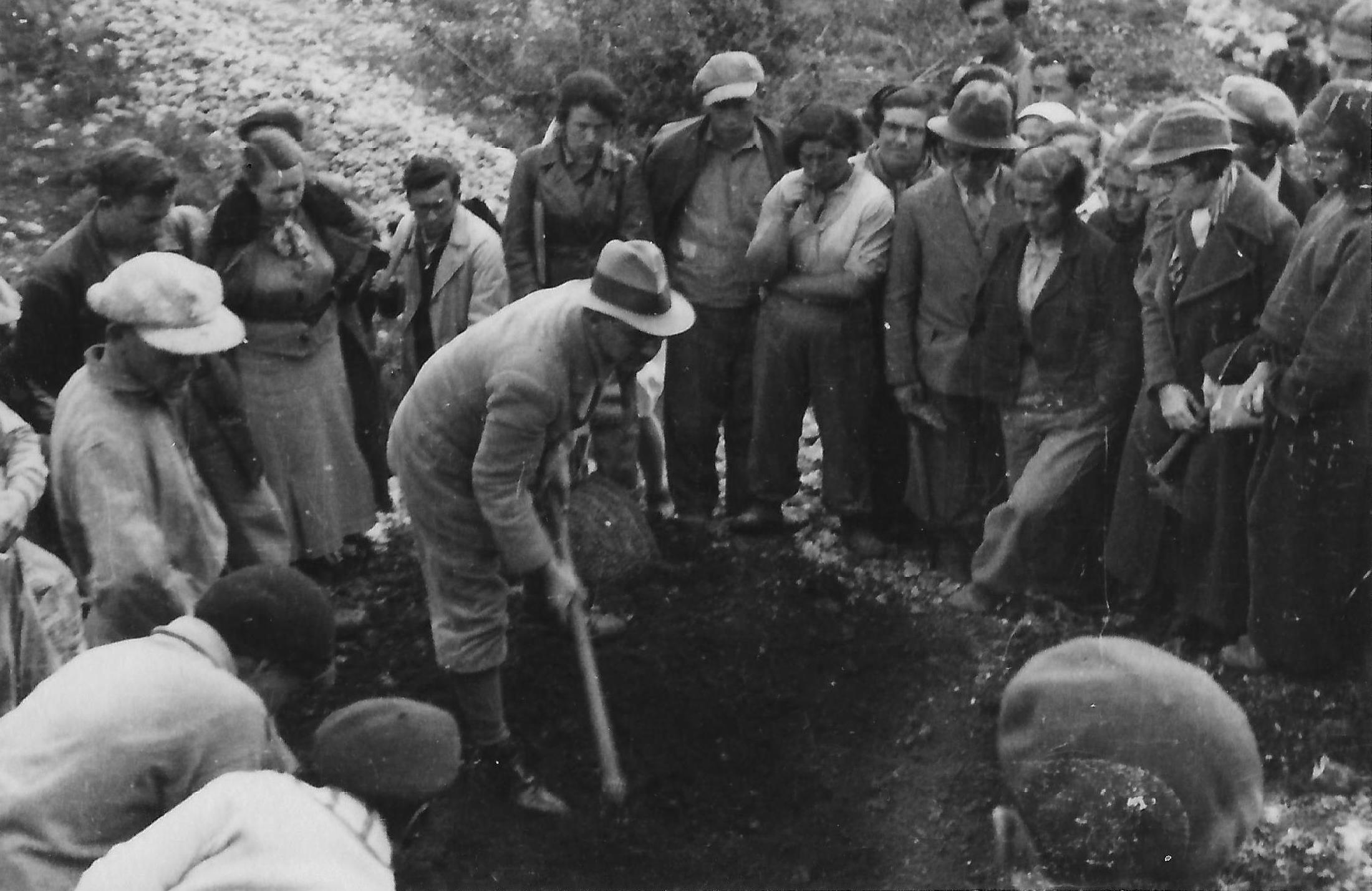
O botânico Alexander Eig estabeleceu o jardim - 1931

O Jardim Botânico Nacional de Israel (Língua inglesa: The Botanical Garden for the Native Plants of Israel in Memory of Montague Lamport, Língua hebraica: הגן הבוטני לצמחי ארץ ישראל ע"ש מונטג'יו למפורט) é um Jardim Botânico localizado no Monte Scopus em Jerusalém. o jardim é dedicado às plantas de Israel. O jardim botânico foi inaugurado em 1931 por Otto Warburg e Alexander Eig que foram os fundadores do departamento de botânica da Universidade Hebraica de Jerusalém. Depois de Mount Scopus ser isolado de Israel em 1948, o país decidiu criar um novo jardim botânico na parte oeste de Jerusalém, em Givat Ram aberto 1954. O Jardim Botânico Nacional de Israel também é um Parque Arqueológico que tem muitas tumbas judaicas do período da Segundo Templo.
O seu herbário e código institucional é HUJ.  Cobre uma área de cerca de 2 hectares e conta com 950 variedades de plantas, 40% delas selvagens.
Na parte sul do jardim fica localizada a famosa caverna fúnebre judaica chamada Caverna de Nicanor, lugar da sepultura de dois ativistas sionistas, Leon Pinsker e Menachem Ussishkin.